# Messner (Familienname)
Messner bzw. Meßner ist ein deutscher Familienname.

## Namensträger

### A
- Albert Messner (1903–1991), deutscher Jurist
- Angelika Messner (* 1969), österreichische Librettistin, Dramaturgin und Regisseurin
- Angelika C. Messner (* 1961), Sinologin

### B
- Barbara Maria Messner, deutsche Schauspielerin und Synchronsprecherin

### C
- Christian Messner (1805–1874), deutscher Tuchmacher und Mundharmonikaerzeuger
- Claudia Messner (* 1962), österreichische Schauspielerin

### D
- Dieter Messner (1942–2022), österreichischer Romanist
- Dirk Messner (* 1962), deutscher Politologe

### E
- Elena Messner (* 1983), österreichische Autorin, Herausgeberin und Literaturwissenschaftlerin
- Elmar Messner (* 1970), italienischer Snowboarder (Südtirol)
- Emil Messner (1875–1942), Schweizer Ballon-Pionier
- Evelyn Messner (* 1938), österreichische Politikerin (SPÖ) und Volksanwältin
- Evgeny Messner (1891–1974), russisch-argentinischer Militärtheoretiker

### F
- Franz Messner (Schauspieler) (1926–1968), österreichischer Schauspieler
- Franz Messner (Künstler) (1952–2017), italienischer Künstler
- Franz Josef Messner (1896–1945), österreichischer Geschäftsmann und Widerstandskämpfer
- Franziska Messner-Rast (* 1951), Schweizer Fotografin
- Fritz Messner (Hockeyspieler) (1912–1945), deutscher Feldhockeyspieler
- Fritz Messner (* 1962), österreichischer Musiker und Kabarettist, Mitglied von Querschläger (Band)

### G
- Gabriel Messner (* 1997), italienischer Snowboarder
- Gerald Florian Messner (* 1937), österreichischer Musikwissenschaftler
- Gernot Messner (* 1980), österreichischer Fußballspieler
- Günther Messner (1946–1970), Bergsteiger, Bruder Reinhold Messners

### H
- Heinrich Messner (1939–2023), österreichischer Skirennläufer
- Helmuth Messner (* 1972), italienischer Biathlet
- Hubert Messner (* 1953), italienischer Kinderarzt, Neonatologe, Abenteurer, Buchautor

### J
- Janko Messner (1921–2011), österreichischer Schriftsteller
- Johannes Messner (1891–1984), österreichischer Theologe, Rechtswissenschaftler und Politiker
- Johnny Messner (Musiker) (1909–1986), US-amerikanischer Musiker und Komponist
- Johnny Messner (Schauspieler) (* 1970), US-amerikanischer Schauspieler
- Josef Messner (Schriftsteller) (auch Josef Meßner; 1822–1862), deutscher Schriftsteller und Dichter
- Josef Messner (Bildhauer) (1837–1886), österreichischer Bildhauer und Maler
- Joseph Messner (1893–1969), österreichischer Komponist

### K
- Karl Messner (1923–2016), österreichischer Komponist, Kapellmeister und Pädagoge

### L
- Lothar Meßner (1926–2019), deutscher Bildhauer und Zeichner

### M
- Martin Messner (* 1978), österreichischer Wirtschaftswissenschaftler
- Matthias Messner (1976–2019), österreichischer Film- und Theaterschauspieler
- Max Meßner (1860–1906), deutscher Schriftsteller
- Michael Messner (* 1952), US-amerikanischer Soziologe
- Mirko Messner (* 1948), österreichischer Slawist und Politiker

### P
- Paul Messner (1912–2005), französischer Mittelstrecken- und Crossläufer
- Paul Meßner (1919–2006), deutscher Schriftsteller
- Paul Messner (Maler) (1948–2019), Schweizer Maler
- Peter Meßner (1824–1889), deutscher Maler und Vergolder

### R
- Reinhard Meßner (* 1960), österreichischer römisch-katholischer Theologe und Liturgiewissenschaftler
- Reinhold Messner (* 1944), Südtiroler Extrembergsteiger und Buchautor
- Roland-Friedrich Messner (1925–2010), deutscher Politiker (CSU)
- Rudolf Messner (* 1941), österreichischer Pädagoge und Hochschullehrer

### S
- Sepp Messner Windschnur (* 1946), italienischer Musiker
- Siegfried Messner (* 1947), italienischer Politiker aus Südtirol
- Silke Segler-Meßner (* 1965), deutsche Romanistin
- Stefan Meßner (* 1964), österreichischer Schiedsrichter
- Steven Messner (* 1951), US-amerikanischer Soziologe und Kriminologe

### T
- Tamara Faye Messner (1942–2007), US-amerikanische Sängerin und Evangelistin

### W
- William Messner-Loebs (* 1949), US-amerikanischer Comicautor

### Z
- Zbigniew Messner (1929–2014), polnischer Politiker und Ökonom